# Botrychium virginianum
Botrychium virginianum là một loài dương xỉ trong họ Ophioglossaceae. Loài này được L. Sw. mô tả khoa học đầu tiên năm 1800.

## Hình ảnh

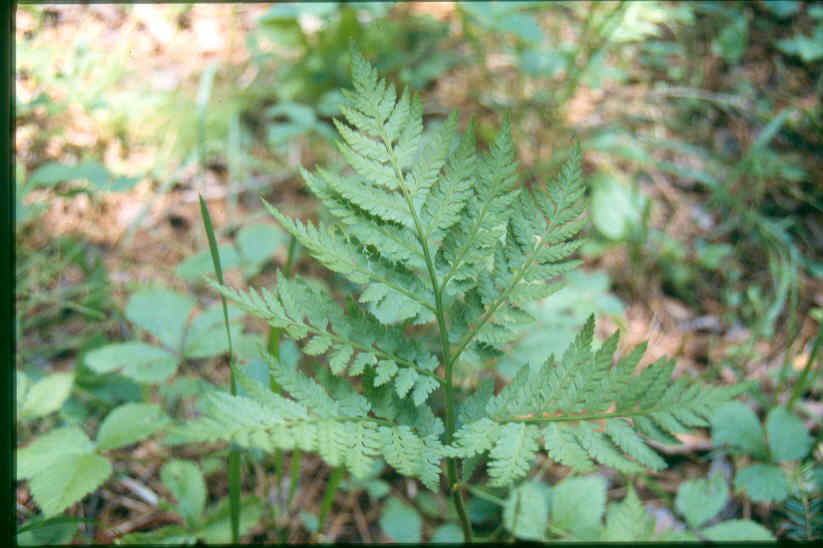
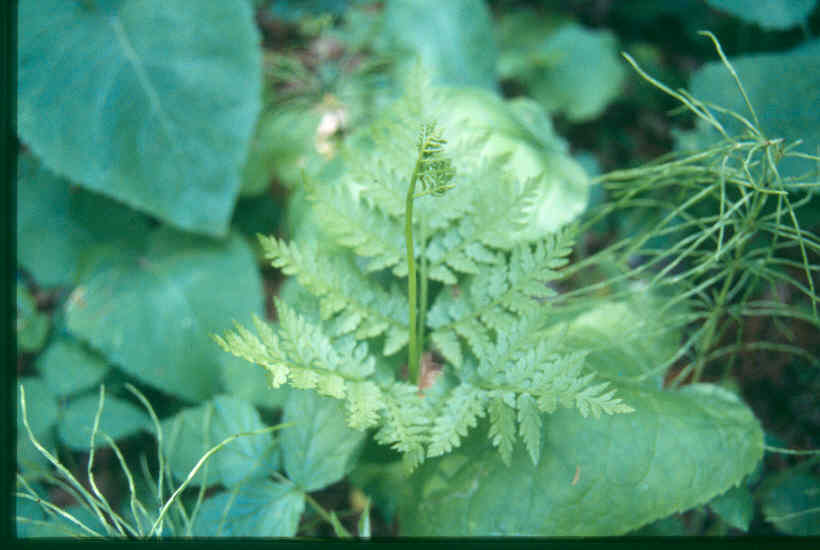
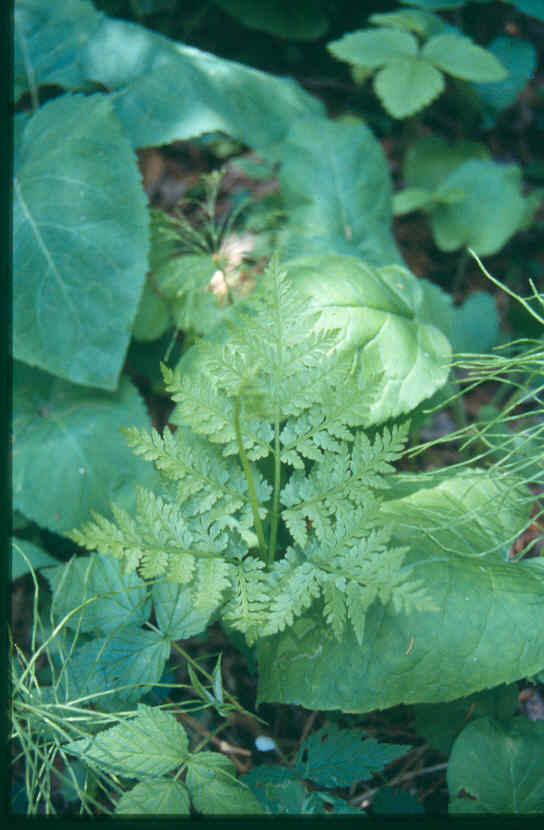
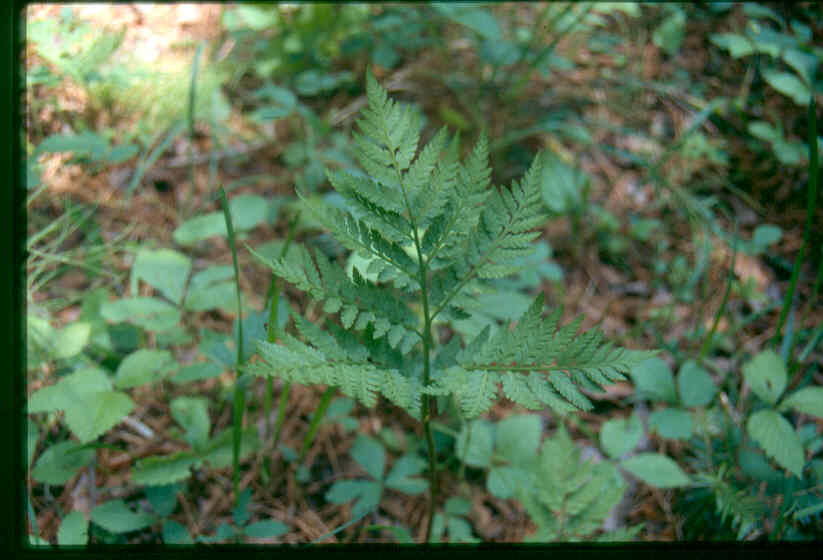